# Франц фон Валдбург-Цайл
Франц Тадейус Мария Йозеф Антон фон Валдбург-Цайл-Траухбург (на немски: Franz Thaddaus Maria Joseph Anton von Waldburg zu Zeil und Trauchburg; * 15 октомври 1778, дворец Цайл; † 5 декември 1845, дворец Цайл) е имперски наследствен „трушсес“, 2. княз на Валдбург-Цайл-Траухбург, кралски съсловен господар на Кралство Бавария и Кралство Вюртемберг, наследствен имперски съветник на Баварската корона (26 май 1818), наследствен член на „Първата камера във Вюртемберг“ (25 септември 1819), таен съветник и кемерер във Вюртемберг, 1819 г. президент на „вюртембергското племенно събрание“.

## Биография
Той е най-големият син на 1. имперски княз Максимилиан фон Валдбург-Цайл-Траухбург (1750 – 1818) и първата му съпруга фрайин Йохана Мария Йозефа Клеофа фон Хорнщайн-Вайтердинген (1752 – 1797). Баща му се жени втори път 1798 г. за Мария Анна фон Валдбург-Волфег (1772 – 1835).
През 1819 г. крал Вилхелм номинира Франц за президент на Вюртембергското племенно събрание, което приема Конституцията на Кралство Вюртемберг. След това княз Франц е от 1820 до 1845 г. член на Вюртембергската камера на съсловните господари и наследствен член на Камерата на имперските съветници на Баварската корона. От 1838 г. княз Франц не се появява повече лично в народното събрание, а се оставя да бъде заместван от синът му Константин.
Франц фон Валдбург-Цайл-Траухбург е награден 1829 г. с „Големия кръст на Ордена на короната на Вюртемберг“.
Умира на 5 декември 1845 г. в Цайл на 67 години.

## Фамилия
Първи брак: на 25 юли 1805 г. в Клайнхойбах ам Майн с принцеса Кристиана Хенриета Поликсена фон Льовенщайн-Вертхайм-Рошфор (* 16 май 1782, Бартенщайн; † 5 юли 1811, Ротвайл), дъщеря на княз Доминик Константин фон Льовенщайн-Вертхайм-Рошфор (1762 – 1814) и принцеса Мария Леополдина Хенриета фон Хоенлое-Бартенщайн (1761 – 1807). Те имат четири деца:
- Константин Максимилиан (* 8 януари 1807, Клайнхойбах; † 17 декември 1862, Кенцинген, Баден), наследствен граф, 3. княз на Валдбург-Цайл-Траухбург, женен на 30 септември 1833 г. в Исни им Алгой за графиня Максимилиана фон Кват цу Викрат и Исни (* 18 май 1813, Исни; † 8 февруари 1874, Волфег)
- Карл Максимилиан Франц (* 22 януари 1808; † 4 март 1853), граф
- Херман (* 18 октомври 1809; † 15 септември 1860, Ленгинген, Баден), граф
- Мария Леополдина Анна Каролина Йозефа (* 26 юни 1811, Ротвайл; † 10 февруари 1886, Меран), омъжена на 3 юни 1833 г. в Мюнхен за граф Максимилиан Йозеф Бернхард фон Арко-Цинеберг (* 13 декември 1811, Щеперг при Нойбург; † 13 ноември 1885, Меран)

Втори брак: на 27 януари 1818 г. в Танхайм с фрайин Антоанета фон дер Венге цу Бек (* 8 април 1790, Мюнстер, Вестфалия; † 12 февруари 1819, Цайл), дъщеря на фрайхер Клеменс Август фон дер Венге цу Бек (1740 – 1818) и фрайин Мария Лудовика Вилхелмина фон Айнатен (1748 – 1803). Бракът е бездетен.
Трети брак: на 3 октомври 1820 г. в Айхщетен с фрайин Мария Терезия фон дер Венге цу Бек (* 14 март 1788, Мюнстер, Вестфалия; † 4 март 1864, Крикенбек), по-голямата сестра на втората му съпруга, дъщеря на фрайхер Клеменс Август фон дер Венге цу Бек (1740 – 1818) и фрайин Мария Лудовика Вилхелмина фон Айнатен (1748 – 1803). Те имат пет деца:
- Анна (* 30 юли 1821, дворец Цайл; † 15 януари 1849, Мооз), омъжена на 4 май 1840 г. в Цайл, Вюртемберг, за граф Максимилиан Йозеф Франц Игнац фон Прайзинг-Лихтенег-Мооз (* 13 септември 1810, Амберг; † 11 януари 1881, Мюнхен)
- Георг Фердинанд (* 8 януари 1823; † 14 август 1866), граф, йезуит-патер, поет
- Мехтилда Валбурга Лудовика Мария (* 30 май 1824, Цайл; † 8 август 1891, Баденвайлер), омъжена на 11 януари 1847 г. в Цайл за граф Рудолф фон Шаесберг (* 8 септември 1816, Крикенбек; † 18 юни 1881, Крикенбек)
- Максимилиан Левин (* 11 септември 1825; † 11 юли 1845), граф
- Лудвиг Бернхард Рихард (* 19 август 1827, дворец Цайл; † 19 януари 1897, Залцбург), граф, женен на 5 юни 1860 г. в Крикенбек за фрайин Анна фон Лое (* 21 ноември 1840, Алнер; † 2 юли 1924, Айген до Залцбург)